# Concórdia Foot-Ball Club
Concórdia Foot-Ball Club foi um clube de futebol brasileiro, da cidade de Porto Alegre, no estado do Rio Grande do Sul.

## História
O Concórdia foi fundado no primeiro dia do ano de 1915, por alunos do Colégio Seminarista Concórdia, entre eles: Franca Pech, Waldemar Dohnert, Otto Schröder, Ludovico Rohrmann, Wiylli Dann, Edmundo Dann, Theodoro Scharfling, Edmundo Garczinsky e Alfredo Schindler. Seu campo localizava-se na Rua Benjamin Constant, arrabalde de São João, onde anteriormente encontrava-se o antigo stand do Tiro de Guerra 318.
Em 1916, filiou-se à Liga Sportiva Porto-Alegrense (LSPA), posteriormente ingressando na Série B da Associação Porto Alegrense de Desporto (APAD). Em 20 de fevereiro de 1925, foi um dos fundadores da Associação Porto Alegrense de Foot-Ball (APAF).